# Паксе

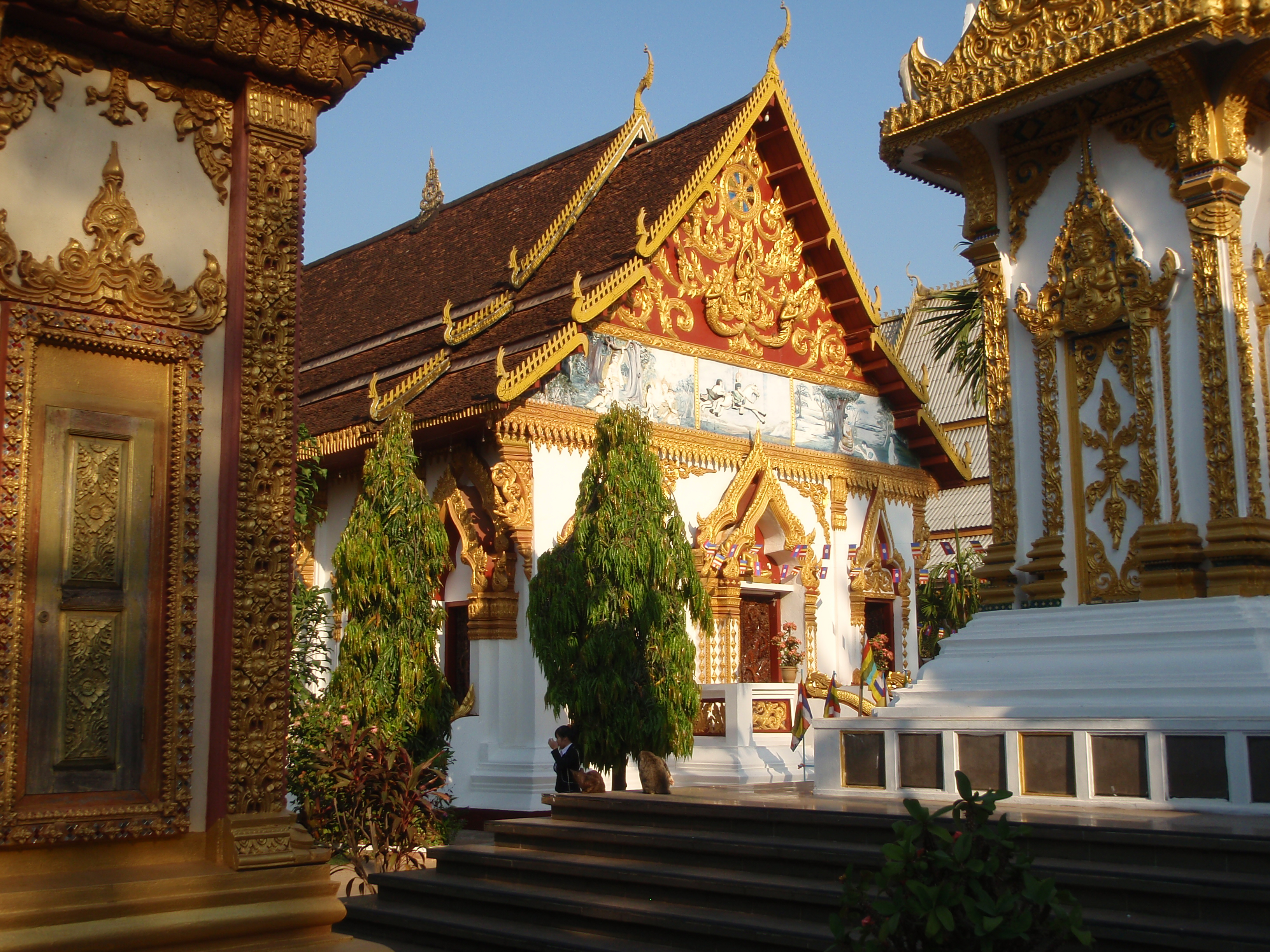
Храм Ват Луанг

Паксе́ (лаос. ປາກເຊ, «устье реки Се») — город в Лаосе, административный центр провинции Тямпасак. Население — 119 848 чел. (по оценке 2010 года).
Расположен на левом (восточном) берегу реки Меконг, при впадении в неё реки Седон.

## История
С 1713 по 1946 годы город был столицей королевства Тямпасак. После вхождения Тямпасака в объединённое Королевство Лаос город потерял столичный статус, но остался неофициальной столицей южного Лаоса.

## Транспорт
В городе имеется международный аэропорт, откуда совершаются рейсы во Вьентьян, Сиемреап и Бангкок. Мост через Меконг связывает Паксе с городом Убонратчатхани в Таиланде.

## Достопримечательности
В городе находится бывший дворец королей Тямпасака, ныне превращённый в отель. Также находится храм Ват Луанг.
На северо-востоке от города находится плато Болавен, в котором находится множество водопадов и кофейных плантаций. На юге — древний храм Ват Пху, а также архипелаг Си Фан Дон, в состав которого входит около 4000 островов.